# Jakob Sederholm
Jakob Sederholm (ur. 20 lipca 1863, zm. 26 czerwca 1934) – fiński geolog.
Odbył studia geologiczne na uniwersytetach w Helsinkach, Sztokholmie i w Heidelbergu. Następnie pracował w Finlandii, gdzie zajmował się głównie skałami prekambryjskimi i procesami metamorfizmu. Po raz pierwszy wprowadził termin i dał charakterystykę skał zwanych migmatytami. Był długoletnim pracownikiem i dyrektorem fińskiej służby geologicznej. W 1928 otrzymał Medal Murchisona. Jego nazwiskiem nazwano też minerał sederholmit.